# Hornhausen
Hornhausen ist ein Ortsteil der Stadt Oschersleben (Bode) im Landkreis Börde in Sachsen-Anhalt (Deutschland).

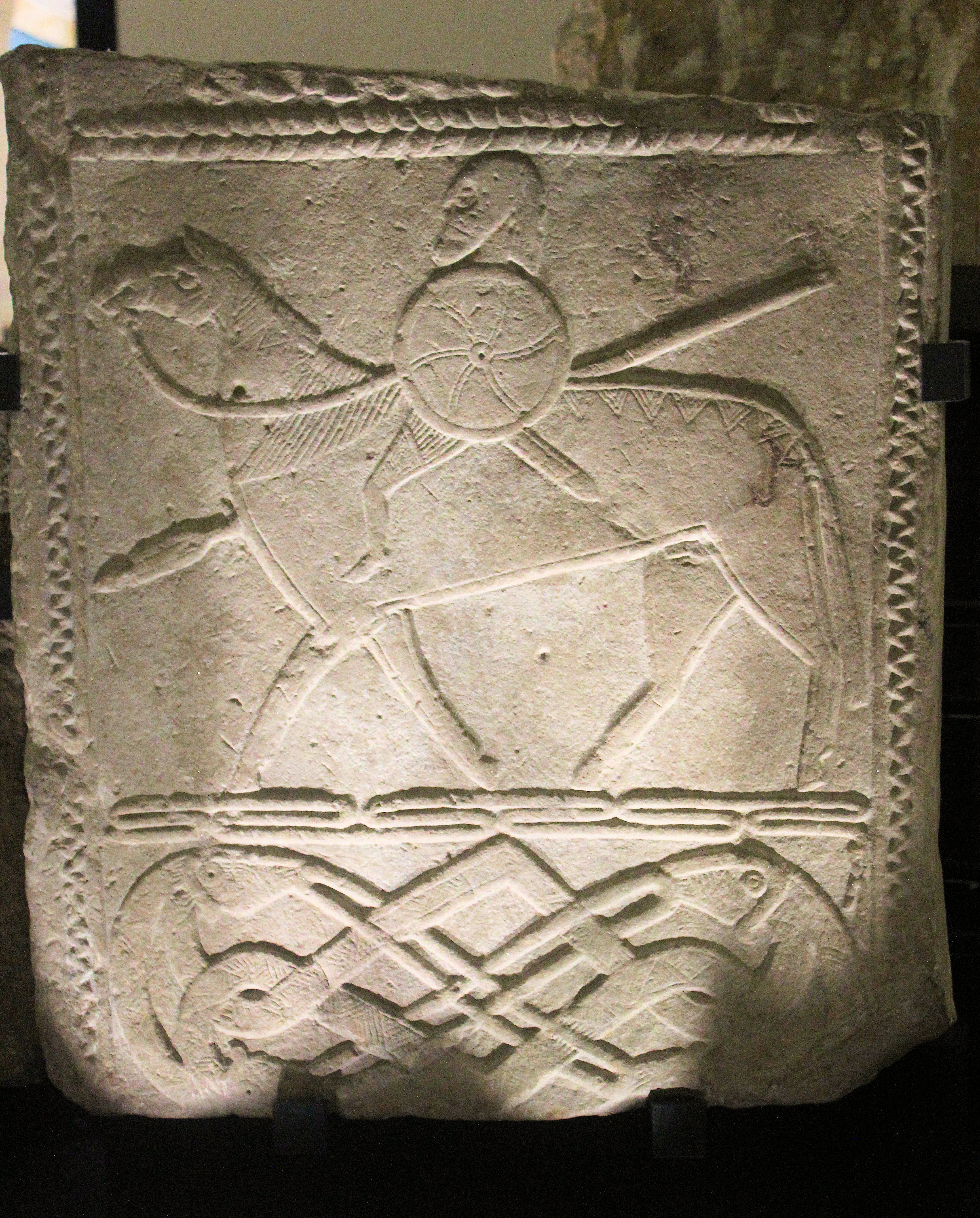
Reiterstein von Hornhausen, 7. Jahrhundert

## Geografie
Der Ortsteil im Südwesten der Magdeburger Börde liegt 4 km nordwestlich der Stadt Oschersleben (Bode). Das Gelände fällt hier vom Höhenzug Hohes Holz zum Tal des Großen Bruches um über 100 m ab. Südwestlich von Hornhausen befindet sich ein großflächiges Naturschutzgebiet am Großen Graben, der die Bode mit der Oker verbindet.

## Geschichte

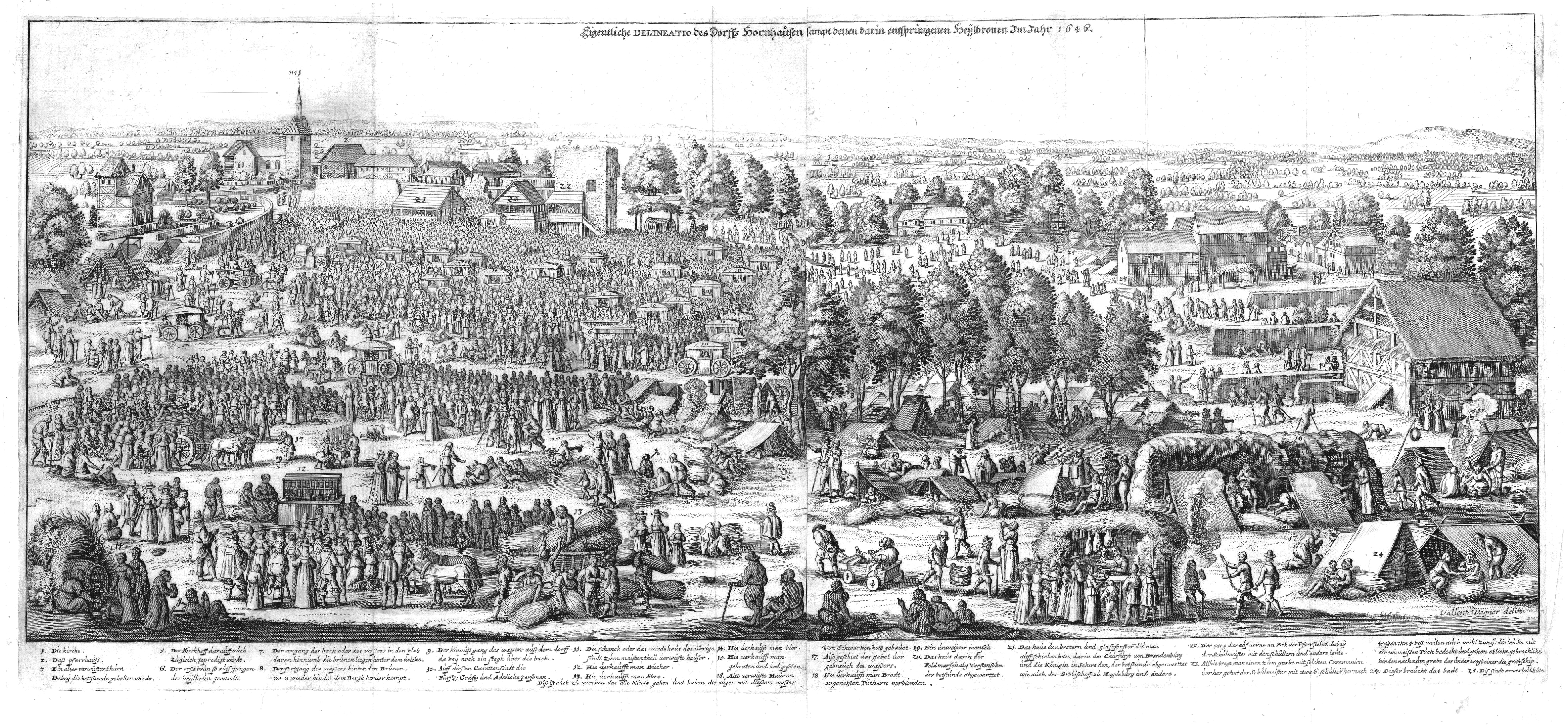
Dorfansicht von 1646

Der Ort wurde wahrscheinlich im 8. Jahrhundert gegründet, aber erst 1072 zum ersten Mal urkundlich erwähnt.
Eine stilisierte Darstellung des Reitersteins von Hornhausen aus dem 7. Jahrhundert ist das Logo des Landesmuseums für Vorgeschichte Sachsen-Anhalts in Halle (Saale). Seit 2007 führt diesen auch der seiner Zeit neu zusammengeschlossene Landkreis Börde.

### Frühe Neuzeit
1646 erregte die Nachricht Aufsehen, dass in Hornhausen Heilquellen entdeckt worden seien. Binnen eines halben Jahres, von August 1646 bis Januar 1647, zog der „Gesundbrunnen“ 2405 namentlich bekannte Gäste an. Aus Hornhausen wurde „Bad Hornhausen“. Einer der ersten Gäste war Kurfürst Friedrich Wilhelm von Brandenburg. Im August 1646 traf er sich in Hornhausen mit seiner Tante Elisabeth Stuart, um seine Hochzeit mit Luise Henriette von Oranien einzufädeln.
Ein weiterer Gast im selben Jahr war Matthäus Merian, der das berühmt gewordene Dorf in seinem zeitgeschichtlichen Sammelwerk „Theatrum Europaeum“ nicht übergehen konnte. Für Band 5 fertigte er eine Dorfansicht als Kupferstich. Diese Kupfertafel von 1646 ist von kulturgeschichtlicher Bedeutung, denn sie zeigt die weltweit erste gedruckte bildliche Darstellung einer Buchhändlerin mit einem Bücherstand.

### 20. Jahrhundert
Am 30. September 1928 wurde der Gutsbezirk Hornhausen mit der Landgemeinde Hornhausen vereinigt.
Die Bahnlinie Oschersleben–Gunsleben, die südlich an Hornhausen vorbeiführte, wurde am 1. Juli 1997 stillgelegt. Eine zweite Bahnlinie durch Hornhausen war die Oschersleben-Schöninger Eisenbahn (OSE), die – ab 1947 durch die innerdeutsche Grenze unterbrochen – bis 1969 von Oschersleben über Hornhausen nach Hötensleben führte.

### Eingemeindung
Hornhausen wurde am 1. Juli 2009 nach Oschersleben (Bode) eingemeindet.

## Sehenswürdigkeiten

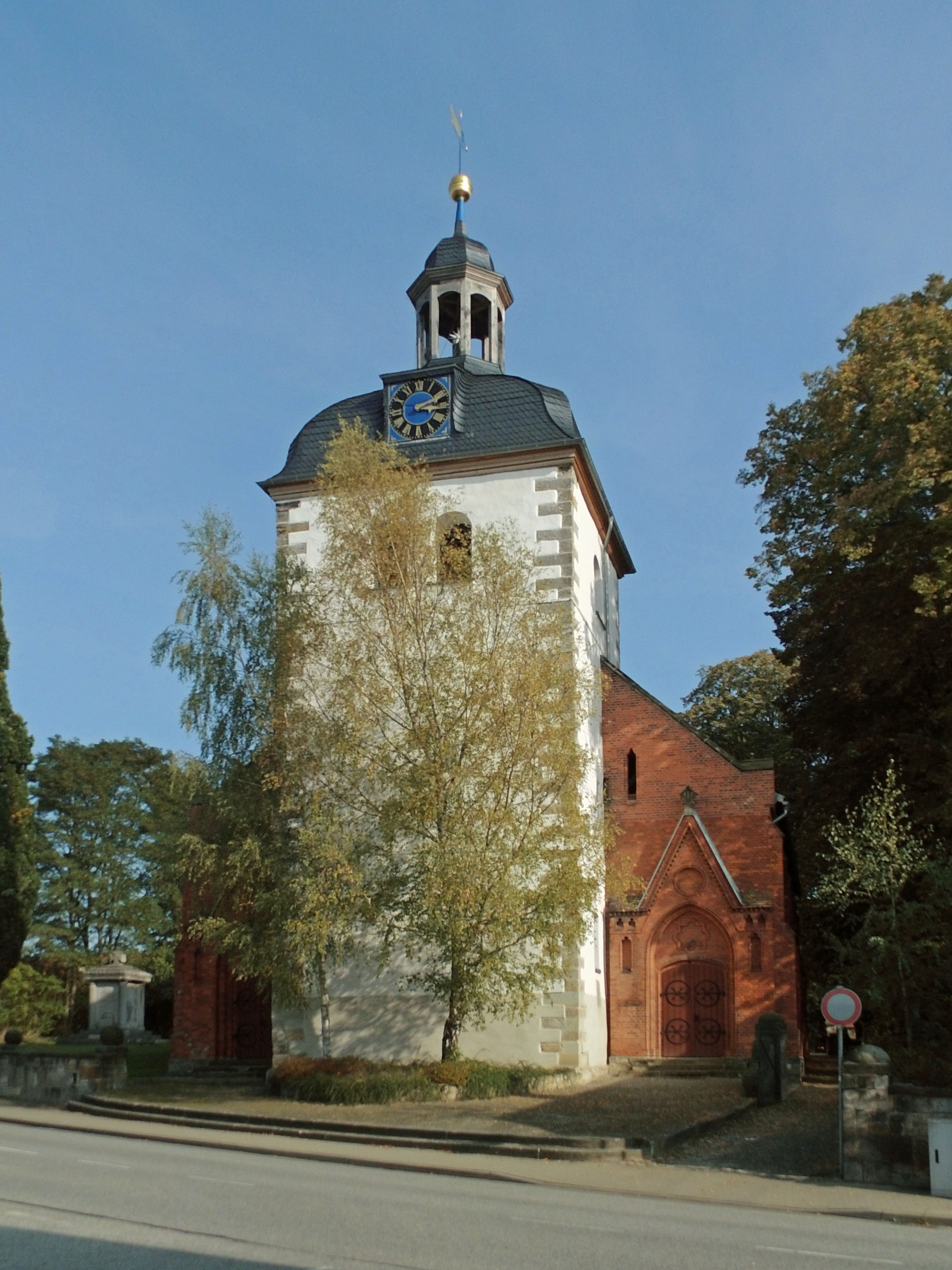
St.-Stephani-Kirche

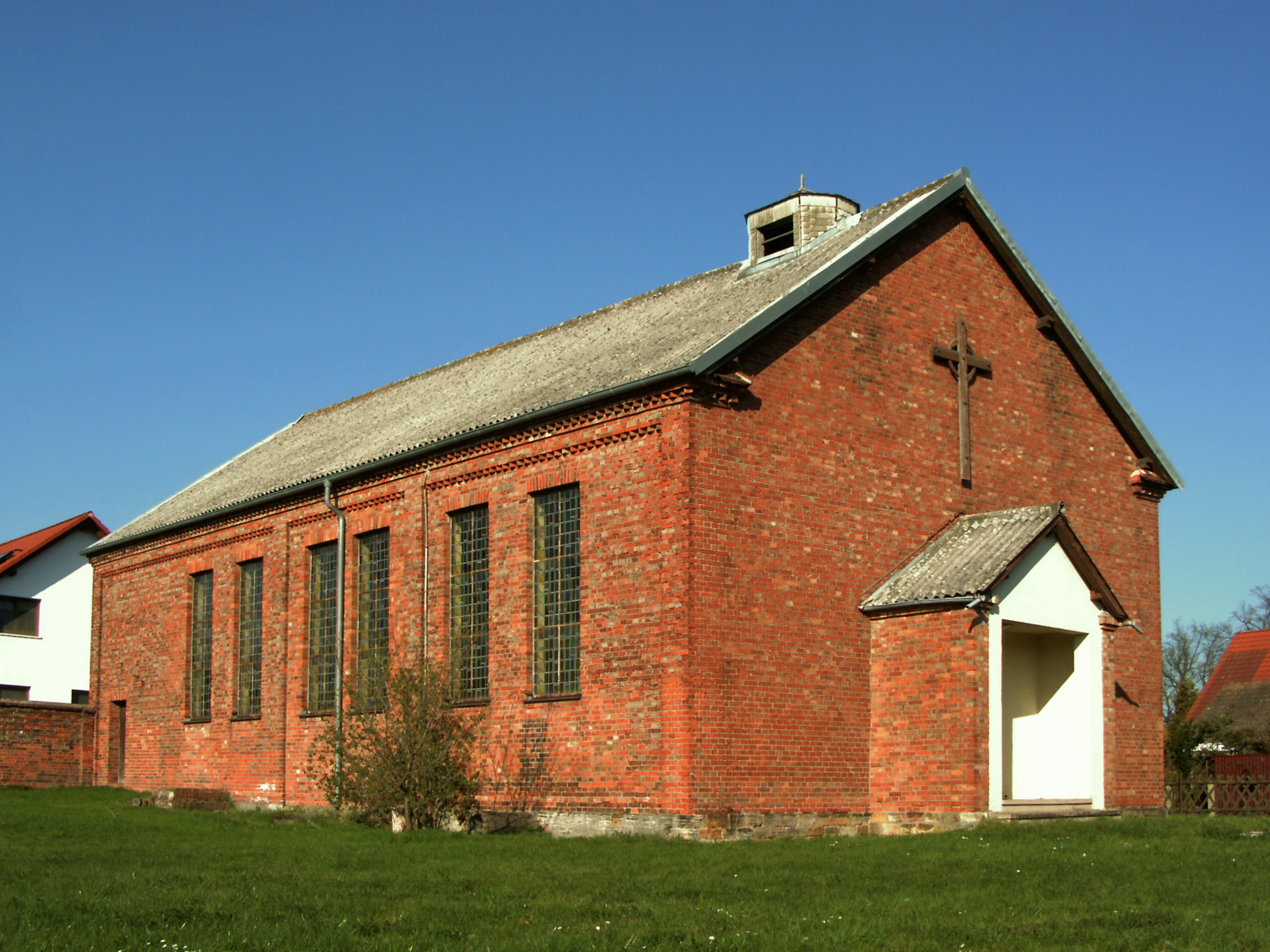
Heilig-Kreuz-Kirche (2010)

- Schloss Hornhausen mit Schlosspark
- Reiterstein von Hornhausen (Kopie am Turm von St. Stephani, Original im Landesmuseum für Vorgeschichte Sachsen-Anhalt in Halle)
- Geburtshaus von Wilhelm Bode
- Flächennaturdenkmal „Sandgrube vor den Togen“
- Badstraße mit Gasthof (Ort der einstigen Heilquellen)
- Großes Bruch

### Gedenkstätten
- Grabstätten auf dem Ortsfriedhof für drei namentlich unbekannte Polen, die während des Zweiten Weltkrieges nach Deutschland verschleppt und Opfer von Zwangsarbeit wurden
- Mahnmal in der Straße der Einheit für die Opfer des Faschismus

### Kirchen
- Die evangelische Kirche „St. Stephani“ an der Kirchstraße erhielt ihre heutige Gestalt 1884–1885. Ihre Kirchengemeinde gehört zum Kirchenkreis Egeln der Evangelischen Kirche in Mitteldeutschland.
- Die katholische Kirche „Heiliges Kreuz“ befand sich am Westrand der Ortschaft. Nachdem sich eine Kirchengemeinde aus Heimatvertriebenen gebildet hatte, erfolgte 1957 die Grundsteinlegung für den Umbau einer Scheune zur Kirche, am 28. September des gleichen Jahres wurde sie eingeweiht. Auch ein kleiner, kreuzbekrönter Dachreiter mit einer Glocke sowie im Innenraum eine Empore wurden errichtet. Zuvor wurde die evangelische Kirche mitbenutzt. Zuletzt gehörte die Kirche „Heiliges Kreuz“ zur Pfarrei „St. Marien“ mit Sitz in Oschersleben, wurde in den letzten Jahren jedoch kaum noch genutzt. Im Jahre 2012 wurde sie profaniert und verkauft.[7] Heute wird das Gebäude von einem 2019 gegründeten Landmaschinenhändler genutzt.

## Verkehrsanbindung
Über die Bundesstraße 246 ist der Ortsteil mit der Stadt Oschersleben (Bode) und der Bundesstraße 245 verbunden, weitere Straßenverbindungen führen in die Nachbargemeinden Hamersleben, Ausleben und Wulferstedt.
Die Bahnstrecke Oschersleben–Schöningen ist stillgelegt.

## Persönlichkeiten
- Heinrich Camin (1787–1848), deutscher Offizier und Gutsbesitzer in Hornhausen
- Wilhelm Bode (1862–1922), Schriftsteller
- Gottlieb Bode (1863–1937), Großkaufmann
- Heinrich Pröhle (1822–1895), Schriftsteller und Lehrer, lebte ab 1835 in Hornhausen, sein Vater, der Schriftsteller Heinrich Andreas Pröhle (1797–1875), war von 1835 bis 1875 Pfarrer in Hornhausen und verstarb hier
- Wilhelm Müller (1912–1990), Sozialist, Widerstandskämpfer gegen den Nationalsozialismus und Buddhist
- Heinz Einbeck (1931–2008), Fußballschiedsrichter
- Annekathrin Bürger (* 1937), in Hornhausen aufgewachsene Schauspielerin